# 聖瑪麗亞林達河
聖瑪麗亞林達河（西班牙語：Río María Linda）是危地馬拉的河流，河道全長70公里，流域面積2,727平方公里，平均流量每秒13.1立方米，發源自阿馬蒂特蘭湖，最終注入太平洋。